# Pyracantha
Pyracantha M. Roem., 1847 è un genere di piante appartenente alla famiglia delle Rosacee

## Tassonomia
Il genere comprende le seguenti specie:
- Pyracantha angustifolia (Franch.) C.K.Schneid.
- Pyracantha coccinea M.Roem.
- Pyracantha crenulata (D.Don) M.Roem.
- Pyracantha densiflora T.T.Yu
- Pyracantha inermis J.E.Vidal
- Pyracantha koidzumii (Hayata) Rehder